# 오일러 힘
오일러 힘은 각가속도에 대한 반응으로 느껴지는 가상의 접선력이다. 그 반응 가속도는 방위각 가속도 또는 횡 가속도라고도 하는 오일러 가속도(Leonhard Euler의 이름을 따서 명명됨)이다. 이것은 비 균일하게 회전하는 기준 프레임이 동작 분석에 사용되고 기준 프레임의 축의 각속도에 변동이있을 때 나타나는 가속이다. 이 기사는 고정 된 축을 중심으로 회전하는 참조 프레임으로 제한된다.
오일러 힘은 오일러 가속도와 관계가 있으며, 여기서 a는 오일러 가속도이고, m은 몸체의 질량이다.

## 직관적인 예
오일러 힘은 회전 목마를 타는 사람이 느낄 것이다. 타는 것이 시작되면서, 오일러 힘은 사람을 말의 뒤쪽으로 밀고있는 겉으로 드러나는 힘이 될 것이고, 타는 것이 멈추기 때문에 말의 앞쪽으로 사람을 밀어 넣는 명백한 힘이 될 것이다. 회전 목마의 주변에 있는 말에 있는 사람은 회전축에 가까운 말에 있는 사람보다 더 뚜렷한 힘을 감지한다.
오일러 힘은 원심력에 수직이며 회전 평면에 있다.

## 수학적 설명
오일러 가속도의 방향과 크기는 다음과 같다.
{\displaystyle a_{euler}={\frac {-d\omega }{dt}}\times r}
여기서 ω는 기준 프레임의 회전 각속도이고 r은 회전 축에 대한 가속도가 측정되는 지점의 벡터 위치다. 질량 m의 물체에 대한 오일러 힘은 다음과 같다.
{\displaystyle F_{euler}=-ma_{euler}=-m{\frac {d\omega }{dt}}\times r}
- 허구의 힘
- 코리올리 효과
- 원심력
- 기준 프레임 회전
- 각 가속도

## 같이 보기
- 겉보기힘
- 원심력
- 각가속도